# ليفينغستون (لويزيانا)
ليفينغستون (بالإنجليزية: Livingston, Louisiana)‏ هي بلدة أمريكية ومركز مقاطعة ليفينغستون بولاية لويزيانا في الولايات المتحدة. يبلغ عدد سكانها بـ 1,769 نسمة بحسب تعداد عام 2010.
يوجد في ليفينغستون أحد موقعي مرصد ليغو للموجات الثقالية ويقع الموقع الآخر في هانفورد بولاية واشنطن.